# Zlatý míč 1965
Zlatý míč, cenu pro nejlepšího fotbalistu Evropy dle mezinárodního panelu sportovních novinářů, v roce 1965 získal portugalský fotbalista Eusébio. Šlo o desátý ročník ankety, organizoval ho časopis France Football a výsledky určili sportovní publicisté z 21 zemí Evropy.

## Pořadí
| Pořadí | Hráč                    | Reprezentace    | Kluby                | Body |
| ------ | ----------------------- | --------------- | -------------------- | ---- |
| 1      | Eusébio                 | Portugalsko     | Benfica Lisabon      | 67   |
| 2      | Giacinto Facchetti      | Itálie          | Inter Milano         | 59   |
| 3      | Luis Suárez             | Španělsko       | Inter Milano         | 45   |
| 4      | Paul Van Himst          | Belgie          | Anderlecht Brusel    | 25   |
| 5      | Bobby Charlton          | Anglie          | Manchester United    | 19   |
| 6      | Flórián Albert          | Maďarsko        | Ferencváros Budapešť | 14   |
| 7      | Gianni Rivera           | Itálie          | AC Milan             | 10   |
| 8      | Georgi Asparuchov       | Bulharsko       | Levski Sofia         | 9    |
|        | Sandro Mazzola          | Itálie          | Inter Milano         | 9    |
|        | Valerij Voronin         | SSSR            | FK Torpedo Moskva    | 9    |
| 11     | Denis Law               | Skotsko         | Manchester United    | 8    |
| 12     | Karl-Heinz Schnellinger | Západní Německo | AC Milan             | 6    |
| 13     | Ferenc Puskás           | Španělsko       | Real Madrid          | 5    |
|        | Jim Baxter              | Skotsko         | Sunderland AFC       | 5    |
| 15     | Mario Corso             | Itálie          | Inter Milano         | 3    |
|        | Lev Jašin               | SSSR            | Dynamo Moskva        | 3    |
| 17     | Ferenc Bene             | Maďarsko        | Újpest FC            | 2    |
|        | Andrej Kvašňák          | Československo  | Sparta Praha         | 2    |
|        | Slava Metreveli         | SSSR            | Dinamo Tbilisi       | 2    |
|        | Mário Coluna            | Portugalsko     | Benfica Lisabon      | 2    |
|        | Amancio Amaro           | Španělsko       | Real Madrid          | 2    |
|        | Franz Beckenbauer       | Západní Německo | Bayern Mnichov       | 2    |
|        | Milan Galić             | Jugoslávie      | Partizan Bělehrad    | 2    |
|        | Philippe Gondet         | Francie         | FC Nantes            | 2    |
| 25     | Ivor Allchurch          | Wales           | Cardiff City FC      | 1    |
|        | Jakob Kühn              | Švýcarsko       | FC Zürich            | 1    |
|        | Sigfried Held           | Německo         | Borussia Dortmund    | 1    |